# Кошут Лайош тер (станция метро)
«Ко́шут Ла́йош тер» (венг. Kossuth Lajos tér — «Площадь Лайоша Кошута») — станция Будапештского метрополитена на линии M2 (красной).
Станция расположена под площадью Лайоша Кошута к югу от здания венгерского парламента. Станция находится на левом берегу Дуная в непосредственной близости от реки. Следующая на запад станция линии, «Баттьяни тер», также находится рядом с Дунаем на его правом берегу, таким образом почти весь перегон между этими станциями проходит под руслом реки. По состоянию на 28 марта 2014 года — это один из двух перегонов Будапештского метро, пересекающих Дунай.
Станция открыта 22 декабря 1972 года в составе участка «Деак Ференц тер» — «Дели пайаудвар».
«Кошут Лайош тер» — колонная станция глубокого заложения, её глубина — 34,5 метра. На станции одна островная платформа. По обе стороны от центрального зала расположены два ряда колонн.
Одна из особенностей архитектурного оформления станции — расположенная на ней скульптура слепого древнегреческого прорицателя Тиресия с собакой скульптора Ласло Ола Матиаша (Oláh Mátyás László).

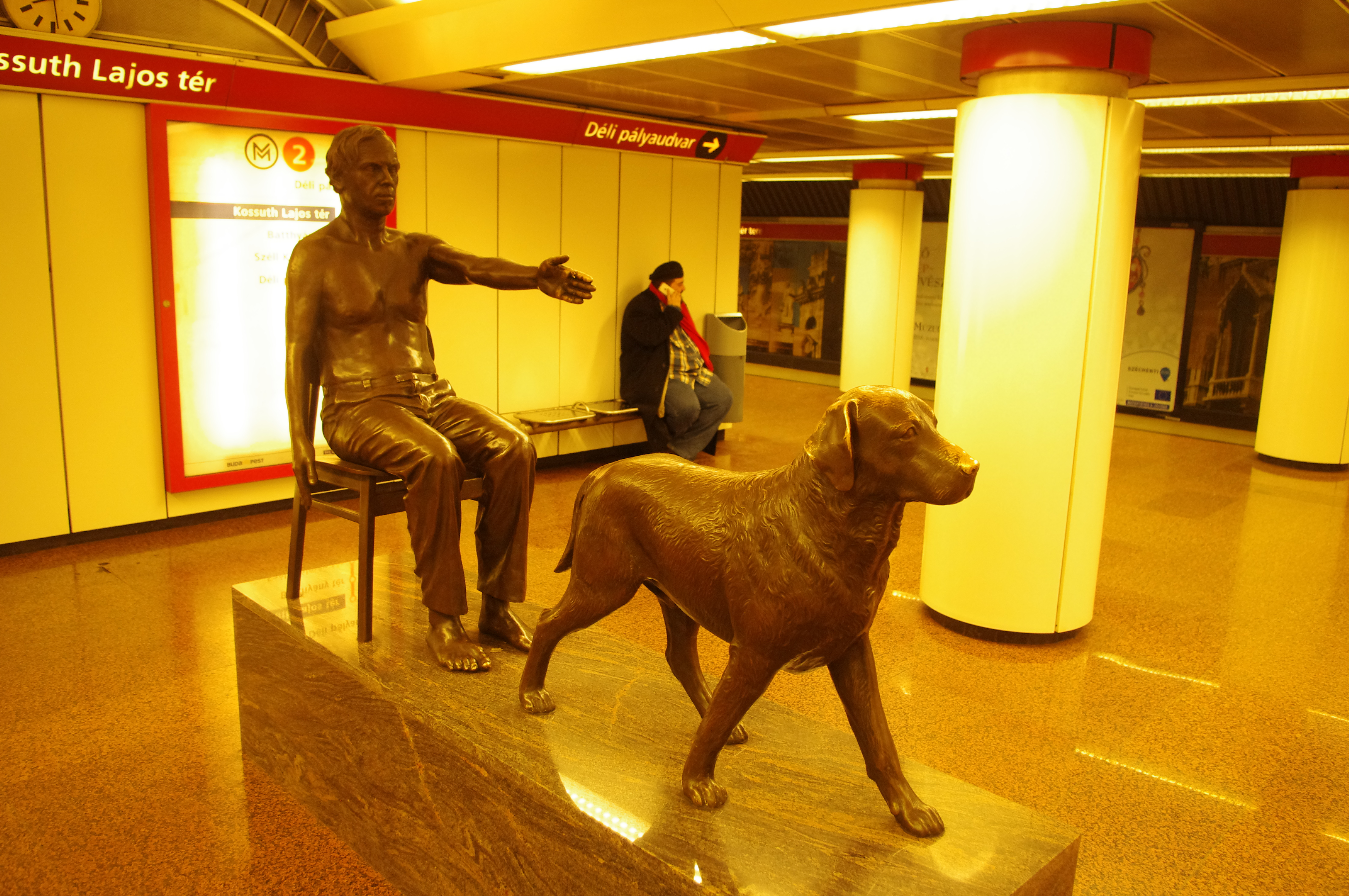
Памятник древнегреческому прорицателю Тиресию с собакой на станции